# تشارلز توماس (لاعب كرة سلة مواليد 1969)
تشارلز توماس (بالإنجليزية: Charles Thomas)‏ مواليد 3 أكتوبر 1969 في دايتون، هو مدرب كرة سلة أمريكي ولاعب سابق. بدأ مسيرته الاحترافية في سنة 1991. يبلغ طوله 6 قدم 3 بوصة (1.9 م). اعتزل اللعب في 2006. لعب مع ديترويت بيستونز في الدوري الأمريكي لكرة السلة للمحترفين.

## روابط خارجية
- تشارلز توماس على موقع إن بي أي (الإنجليزية)
- تشارلز توماس على موقع سبورتس رفرنس (الإنجليزية)
- تشارلز توماس على موقع كرة السلة الأوروبية.كوم (الإنجليزية)
- تشارلز توماس على موقع كلية كرة السلة في سبورتس رفرنس.كوم (الإنجليزية)
- تشارلز توماس على موقع ريلجم (الإنجليزية)
- تشارلز توماس على موقع بروبوليرز (الإنجليزية)